# Quiroga, Spanien
Quiroga är en kommunhuvudort i Spanien.   Den ligger i provinsen Provincia de Lugo och regionen Galicien, i den nordvästra delen av landet, 400 km nordväst om huvudstaden Madrid. Quiroga ligger 286 meter över havet och antalet invånare är 4 122.
Terrängen runt Quiroga är huvudsakligen kuperad. Quiroga ligger nere i en dal. Runt Quiroga är det glesbefolkat, med 15 invånare per kvadratkilometer. Närmaste större samhälle är A Rúa, 16,4 km sydost om Quiroga. 